# Corcelles (Frankrijk)
Corcelles is een gemeente in het Franse departement Ain (regio Auvergne-Rhône-Alpes) en telt 196 inwoners (2004). De oppervlakte bedraagt 13,8 km², de bevolkingsdichtheid is 14,2 inwoners per km². De gemeente is op 1 januari 2916 gefuseerd met de gemeente Champdor tot Champdor-Corcelles. 

## Geografie
De onderstaande kaart toont de ligging van Corcelles (Frankrijk) met de belangrijkste infrastructuur en aangrenzende gemeenten.

## Demografie
Onderstaande figuur toont het verloop van het inwoneraantal van Corcelles vanaf 1962.
Vanwege een beveiligingsprobleem met de MediaWiki Graph-software is het momenteel niet mogelijk deze grafiek weer te geven. Zodra de software is bijgewerkt zal de grafiek vanzelf weer zichtbaar worden.